# Švédská košile

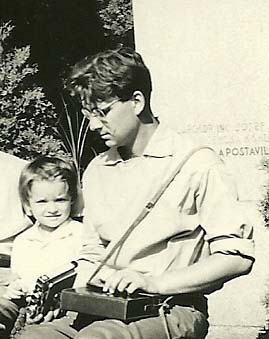
Švédská košile

Švédská košile byla košile se zjednodušeným zapínáním na dva knoflíky po stranách krku nošená v Československu kolem roku 1960.
Na rozdíl od klasické košile neměla vpředu vertikální zapínání a oblékala se přes hlavu. Charakteristickým znakem švédské košile byl široce rozevřený límec, který se vpředu po stranách krku připínal dvěma knoflíky k přednímu dílu.

## Kulturní reference
Švédská košile se zmiňuje v písni Sametová hudební skupiny Žlutý pes. Švédské košile jsou k vidění např. v televizním seriálu Sanitka.